# 大埝镇
大埝乡，是中华人民共和国山東省菏泽市鄄城县下辖的一个乡镇级行政单位。

## 行政区划
大埝乡下辖以下地区：
大埝村、立屯村、东店村、冀庄村、杨河口村、南苏楼村、常楼村、仪楼村、西魏庄村、合理张庄村、王菜园村、连庄村、家斜李村、杜刘赵庄村、刘双楼村、石黄店村、许黄店村、东魏庄村、张楼村、尹楼村和固堆寺村。